# Owstonia weberi
Owstonia weberi es una especie de peces de la familia Cepolidae en el orden de los Perciformes.

## Distribución geográfica
Se encuentran desde Kenia hasta KwaZulu-Natal (Sudáfrica).